# Линейная регрессия на корреляции
Лине́йная регре́ссия на корреля́ции — частный случай линейной регрессии. Применяется для построения простейших регрессионных моделей для прогнозирования временны́х рядов.

## Определение
{\displaystyle \langle y\rangle _{t}=\sigma (y)\cdot {\sum _{k=1}^{N}{{{x_{t-1,k}-{\overline {x}}_{k}} \over \sigma (x_{k})}\cdot corr_{k}}}+{\overline {y}}}
где:
- {\displaystyle \langle y\rangle _{t}} — результат регрессионного восстановления,
- {\displaystyle \sigma (y)} — стандартное отклонение восстанавливаемого ряда,
- {\displaystyle x_{t,k}} — опорные ряды, из которых производится восстановление целевого ряда,
- {\displaystyle {\overline {x}}_{k}} — среднее арифметическое {\displaystyle k}-го опорного ряда,
- {\displaystyle \sigma (x_{k})} — стандартное отклонение {\displaystyle k}-го опорного ряда,
- {\displaystyle corr_{k}} — коэффициент корреляции между восстанавливаемым рядом и {\displaystyle k}-м опорным рядом,
- {\displaystyle {\overline {y}}} — среднее арифметическое восстанавливаемого ряда.